# Hans Gerd Klais
Hans Gerd Klais (eigentlich: Johannes Gerhard Klais; * 2. Dezember 1930 in Bonn) ist ein deutscher Orgelbauer.

## Leben
Hans Gerd Klais ist der Sohn des Orgelbauers Hans Klais (1890–1965). Von 1944 bis 1947 und von 1952 bis 1953 absolvierte er eine Orgelbaulehre im elterlichen Betrieb. Nach dem Abitur am altsprachlichen Beethoven-Gymnasium in Bonn ging er auf Studienreisen durch Europa und begann ein Studium der Volkswirtschaft und Physik.
Als sein Vater 1955 erkrankte, brach er das Studium ab und trat in die Leitung der Orgelbauwerkstätte Klais ein. Nach dem Tod des Vaters im Jahr 1965 übernahm er die alleinige Betriebsleitung. Im Jahr 1995 übertrug er die Firmenleitung seinem Sohn Philipp (* 13. März 1967).
1966 wurde er Vorstandsmitglied der Gesellschaft der Orgelfreunde. Im Jahr 1967 wurde er Vorstandsmitglied des Bundes Deutscher Orgelbaumeister, war von 1974 bis 2000 dessen Erster Vorsitzender und ist heute Ehrenvorsitzender.

## Orgelbau
In den 30 Jahren unter der Leitung von Hans Gerd Klais wurden ca. 400 neue Orgeln gebaut und zahlreiche Instrumente restauriert. Die Firma beschäftigte dabei durchschnittlich 70 Mitarbeiter. Durch ein geschicktes Firmenmanagement holte er Wissenschaftler wie Hans-Wolfgang Theobald in seinen Mitarbeiterstab.
Hans Gerd Klais Idee war es, eine Synthese zwischen polyphoner (barocker) und symphonischer (romantischer) Orgel zu finden. Seine Orgeln haben fast ausschließlich mechanische Schleifladen. Die Prospekte sind nicht historisierend, sondern modern und teilweise avantgardistisch gestaltet. Klais entwickelte eine eigenständige Synthese aus französisch-symphonischem und katholisch-süddeutschem Stil. Bereits Anfang der 1970er Jahre begann er die mechanische Registertraktur mit einer elektrischen Setzeranlage zu verbinden.

## Werke (Auswahl)

### Orgeln
Einige bedeutende Neubauten, die unter der Leitung von Hans Gerd Klais entstanden, sind:
- 1969, Opus 1345: Würzburg, Dom, mit V/P 87
- 1974, Opus 1485: Trier,  Trierer Dom, mit IV/P 67
- 1977, Opus 1526: Ingolstadt, Liebfrauenmünster, mit IV/P 70
- 1978, Opus 1553: Limburg an der Lahn, Limburger Dom, mit IV/P 60
- 1978, Opus 1536: Graz,  Grazer Dom, mit IV/P 70
- 1980, Opus 1577: Altenberg (Bergisches Land),  Altenberger Dom, mit IV/P 82
- 1983, Opus 1608: Schwäbisch Gmünd, Gmünder Münster, mit III/P 56
- 1985, Opus 1626: München,  Gasteig, mit IV/P 74
- 1986, Opus 1625: Köln, Philharmonie, mit III/P 70
- 1990, Opus 1698: Athen, Konzerthaus, mit IV/P 76
- 1995, Opus 1740: Kyoto, Symphony Hall, mit IV/P 90

Seit 1967 widmete er sich auch verstärkt der Restaurierung historischer Orgeln. Einige herausragende Beispiele sind:
- 1967, Oberlahnstein, St. Martin, Stumm-Orgel mit II/P 25 von 1742
- 1978, Rhaunen, Ev. Kirche, Stumm-Orgel mit I/13 von 1723
- 1989, Rot an der Rot, St. Verena, Holzhey-Orgel mit III/P 36 von 1793
- 1994, Wien, Votivkirche, Walcker-Orgel mit III/P 61 von 1878
- 1995, Hof an der Saale, Stadtkirche St. Marien, Steinmeyer-Orgel mit II/P 24 von 1885

### Bücher und Schriften
- Orgelbeispiele 20. Jahrhundert. Bd. 1: Die Würzburger Domorgeln: Geschichte, Entwicklung, Architektur und Aufbau, Konstruktionen, Dispositionen und Mensuren, Registrierung, Liturgische Funktion. Verlag Das Musikinstrument, Frankfurt a. M. 1979.
- Überlegungen zur Orgeldisposition: Theorie und Praxis aus der Orgelwerkstatt. Verlag Das Musikinstrument, Frankfurt a. M. 1973.
- The bamboo organ in the Catholik Parish Church of St. Joseph at Las Pinas, Province of Rizal on the Island of Luzon, Philippines. The Praestant Press, Delaware, Ohio 1977.
- Philippinische Orgeln aus dem 18. und 19. Jahrhundert. Verlag Hans Gerd Klais, Bonn 1980.
- Beiträge zur Geschichte und Ästhetik der Orgel. Verlag Freiburger Musol-Forum 1983.
- Die Klais-Orgel im Dom zu Aachen. Karlsverein, Aachen 1994.
- Die Königin der Instrumente – Orgelstiche der Beethoven-Zeit aus der Sammlung Hans Gerd Klais: Begleitbuch zu einer Ausstellung des Beethoven-Hauses. Beethoven-Haus, Bonn 2000.

## Ehrungen und Auszeichnungen
- 29. März 2006 Eintrag in das Goldene Buch der Stadt Bonn.[4]